# Gilles Silvestrini
Gilles Silvestrini (Givet, 4 de junio de 1961) es un compositor y oboísta francés de música clásica contemporánea.

## Biografía
Gilles Silvestrini realizó estudios musicales en el conservatorio regional de Reims mientras seguía estudios generales en el sector de clases con horas concertadas de música. En 1979 terminó el bachillerato musical con premio de oboe. Fue admitido en el Conservatorio Nacional de Música de París en la clase de Pierre Pierlot y obtuvo un primer premio en oboe en 1985. También estudió composición entre 1986 y 1988 en la École Normale de Musique de Paris, donde obtuvo un Primer Premio de composición de música para cine. Admitido por primera vez como oboe solista en 1990 en la Orchestre symphonique français de Paris fundada por Laurent Petitgirard, produjo numerosas composiciones por encargo desde la formación hasta su disolución en 1996. Fue miembro de la Casa de Velázquez en Madrid de 2002 a 2003 y residente en la Abbaye de la Prée entre 2002 y 2006. Enseña oboe en el Conservatorio Darius Milhaud en el 14.ª distrito de París, así como en Champigny sur Marne y Villeneuve-le-Roi.

## Obras
Gilles Silvestrini ha recibido encargos de piezas de música de cámara de varias instituciones como el Festival de Flaine, el Teatro del Châtelet, la Biblioteca Nacional de Francia, Musique nouvelle en liberté, France Musique, etc. Sus Études pour hautbois (1984−85, rev. 1997) formaron parte de las obras del examen de ingreso en 2014 a la clase de oboe del Conservatorio Nacional de Música y Danza de Lyon.
- 1986: Sonata para piano .
- 1987: Aloe para oboe y orquesta; estreno: Maurice Bourgue, orquesta del festival Flaine, dirigida por Étienne Collard .
- 1988: De Profundis para contralto solista, coro mixto y orquesta; creación: Nathalie Stutzmann, orquesta y coro del festival Flaine, dirección Laurent Petitgirard .
- 1988: Agua durmiente, para arpa .
- 1993: Cuatro antífonas a la Santísima Virgen, para coro femenino y orquesta; creación: Orquesta sinfónica francesa, coro de Ville-d'Avray, dirección James Paul .
- 1996: Déchant para trompeta, trompa, trombón y orquesta de cuerdas; creación: Pascal Clarhaut (trompeta), Hervé Joulain (trompa), Jacques Mauger (trombón), orquesta del festival Flaine, dirección Victor Costa.
- 1997: Seis estudios para oboe; creación: François Leleux y Jacques Tys.
- 1998: Madrigal Æquor Calamorum para dos oboes, oboe d'amore y corno inglés; creación: Jacques Tys, Antoine Lazennec, Sébastien Giot, Denis Roussel .
- 1999: Cuatro melodías sobre poemas de Guillaume Apollinaire; creación: Lionel Peintre ( barítono ), Vincent Leterme (piano).
- 1999: Trío para flauta, viola y arpa; creación Mathieu Dufour (flauta), Anna Lewis (viola), Marie-Pierre Langlamet (arpa).
- 2000: Tiento en homenaje a René Guillamot; creación: Jacques Tys, Jérôme Guichard, Anne Régnier y Nora Cismondi (oboe), Catherine Hérot, Jean Claude Jaboulay (oboe d'amore), Denis Roussel, Alexandre Gattet (corno inglés), Antoine Lazennec, Pascal Neuranter ( oboe barítono ), dirección: Maurice Bourgue.
- 2001: Interminable la clepsidra de jade; creación: Conjunto Telémaco .
- 2003: Quinteto para clarinete y cuerdas; creación: Ensemble Ictus, Takashi Yamane (clarinete)
- 2006: Voluble horae para oboe solo; creación: Thomas Indermuhle .
- 2006: Tres estudios para dos oboes; creación: François Leleux, Jerome Guichard.
- 2006: 1881, fantasía para juego de cañas dobles (encargado por Maison Lorée).
- 2007: El Heraldo del Amor Divino para soprano, barítono y piano.
- 2008: Concierto para oboe y orquesta de cuerdas; creación: François Leleux, Orquesta Nacional de Montpellier, dirección: David Walter.
- 2010: Paisaje con París y Œnone para orquesta de oboe y flautas; creación: Gilles Silvestrini (oboe), Orquesta de Flautas de Val-de-Marne, dirección: Isabelle Krief.
- 2011: Un murmullo suave y ligero para orquesta sinfónica; creación: Georgisches Kammerorchester Ingolstadt, dirigida por François Leleux.
- 2012: Cinco estudios rusos para oboe solo; creación: clase de oboe del CNSM de Lyon.
- 2013: Cinco estudios pintorescos para oboe solo
- 2014: Las Lusiades para oboe solo; creación: Clarisse Moreau, Congreso Anual de la Association Française du Hautbois, Pau.
- 2015: Kuda Kuda - None But the Lonely Heart, dos melodías de Piotr Ilich Chaikovski arregladas y orquestadas para flauta y cuerdas; creación: Flauta Jean Ferrandis, Orquesta de Cámara Saint Christophe de Vilnius, Théâtre des Champs-Elysées
- 2016: Le Bassin d'Argenteuil, para piano a cuatro manos; encargado por el dúo Zofo
- 2017: Quinteto de viento, encargado por el Concurso Internacional de Música de Cámara de Lyon